# 耶律虎古
耶律虎古（？—990年），字海隣。辽国官员。契丹六院部夷離菫耶律覿烈之孫。
保寧初年，补任御琖郎君。保寧十年（978年），出使北宋，回国后，上奏辽景宗宋朝必取北漢，称“诸僭号之国，宋皆并收，惟河东未下。今宋讲武习战，意必在汉”。燕王韓匡嗣不听耶律虎古的意见，没有準備战争。乾亨元年（979年），北宋灭北汉。辽景宗以耶律虎古能料事、言事，任命他为涿州刺史。辽圣宗統和初年，皇太后萧绰称制，耶律虎古受诏赴京师上京臨潢府。因事触怒韩德让，韩德让取护卫所执戎仗击打他的頭，遂遭杀害。其子耶律磨魯古。

## 延伸阅读
[在维基数据编辑]
 《遼史·卷82》，出自脱脱《遼史》